# تانيا ماريا
تانيا ماريا (بالبرتغالية: Tânia Maria‏) هي كاتبة غنائية وعازفة بيانو ومغنية وملحنة برازيلية، ولدت في 9 مايو 1948 في ساو لويز في البرازيل.

## وصلات خارجية
- الموقع الرسمي
- تانيا ماريا على موقع ميوزك برينز (الإنجليزية)
- تانيا ماريا على موقع ديسكوغز (الإنجليزية)